# Dysrhombia longipennis
Dysrhombia longipennis är en fjärilsart som beskrevs av W. Warren 1896. Dysrhombia longipennis ingår i släktet Dysrhombia och familjen Uraniidae. Inga underarter finns listade i Catalogue of Life.